# Amata bactriana
Amata bactriana är en fjärilsart som beskrevs av Nicolas Grigorevich Erschoff 1874. Amata bactriana ingår i släktet Amata och familjen björnspinnare. Inga underarter finns listade i Catalogue of Life.